# 620-talet

## Händelser
- 12 december 627 - Slaget om Nineve: Kejsar Heraclius besegrar perserna och avslutar de Romersk-persiska krigen.
- 628 - Brahmagupta skriver Brahmasphutasiddhanta, en tidig men väldigt avancerad mattebok.

## Födda
- 626 – Heraklonas, kejsare av Bysantinska riket.

## Avlidna
- 25 oktober 625 – Bonifatius V, påve.